# Кирпени
Кирпени (Кирпены; латыш. Ķirpēni) — населённый пункт в Добельском крае Латвии. Входит в состав Аурской волости. Находится у автодороги P103 (Добеле — Бауска). Расстояние до города Добеле составляет около 13 км. По данным на 2015 год, в населённом пункте проживало 277 человек.

## История
В советское время населённый пункт входил в состав Битского сельсовета Добельского района. В селе располагался животноводческий совхоз «Кроньауце».